# Andriej Mordwiczew
Andriej Nikołajewicz Mordwiczew (ros. Андрей Николаевич Мордвичев; ur. 14 stycznia 1976) – rosyjski wojskowy, generał porucznik.

## Życiorys
19 kwietnia 2011 w stopniu pułkownika został mianowany dowódcą 4 Samodzielnej Brygady Pancernej. W 2014 został generałem majorem i dowódcą brygady zmechanizowanej. W 2017 był szefem garnizonu w Jużnosachalińsku i przyjmował tam paradę zwycięstwa jako dowódca 68 Korpusu Armijnego. W 2018 roku był I zastępcą dowódcy i szefem sztabu 41 Armii Ogólnowojskowej Centralnego Okręgu Wojskowego, dowodził paradą zwycięstwa w Nowosybirsku. 9 maja 2021 dowodził defiladą w Wołgogradzie, będąc jednocześnie pierwszym zastępcą dowódcy 8 Armii Ogólnowojskowej Południowego Okręgu Wojskowego. Został dowódcą tej armii.
W 2022 r. wziął udział w inwazji Rosji na Ukrainę.  Został umieszczony na liście przestępców wojennych, publikowanej przez Główny Zarząd Wywiadu Ministerstwa Obrony Ukrainy.

## Odznaczenia
- Order „Za zasługi wojskowe”[11]
- Medal Suworowa[11]